# Клокачёва, Елена Никандровна
Елена Никандровна Клокачёва (также известная как Клакачёва или Клокачова); (Санкт-Петербург, Россия, 13 (25) ноября 1871 — не ранее 1943) российская художница, рисовальщик, известная, прежде всего, своим портретом Григория Распутина, хранящимся в настоящее время в Эрмитаже. В 1942—1943 г., во время Блокады Ленинграда, сделала несколько портретов офицеров, испанских врачей из Голубой дивизии.

## Биография
Родилась в семье знаменитых морских офицеров. Прапрадед Федот Алексеевич Клокачёв (1733/9-1783), — вице-адмирал, командующий Черноморским флотом России. Прадед Пётр Федотович служил на флоте. Дед Николай Петрович дослужился до чина капитан-лейтенанта. Отец Никандр (Никанор) Николаевич Клокачёв (1828—1887) стал контр-адмиралом.
Она училась в гимназии Марии Николаевны Стоюниной в Санкт-Петербурге, а с 1891 года — в Императорской академии художеств.
Один из адресов Клокачёвой в Санкт-Петербурге — ул. Сергиевская, 24 (ныне ул. Чайковского), где она жила в 1909—1915 гг., с 1922 г. жила в Павловске.
В 1910 году писательница Евдокия Аполлоновна Нагродская посвятила Клокачёвой свой роман «Гнев Диониса» (Санкт-Петербург, Тип. Н. Я. Стойковой, 1910, переиздан в 1990-е гг.).
Запечатлена на фотоснимке Е. Мрозовской к статье под заголовком «Галерея современных деятелей» (см. «Новое Время», 1907, 19 сентября).
В 1942 и 1943 годах, во время блокады Ленинграда, Павловск, где жила художница, с 15 сентября 1941 года по 24 января 1944 года находился в зоне немецкой оккупации. У испанской «Голубой дивизии», воевавшей на стороне немцев, был свой эвакогоспиталь в Павловске. Клокачёва выполнила углём портреты нескольких испанских врачей, которые были направлены служить в эту больницу. Два портрета хранятся в Испании, в семейных архивах родственников.
Дата и место её смерти неизвестны.

## Учёба
Училась в Гимназии М. Н. Стоюниной и в Императорской академии художеств с 1891 г. у П. П. Чистякова (до 1892 г.), затем у П. О. Ковалевского. Только с 1890 года Академия разрешила сдачу вступительных экзаменов женщинам. В первые годы количество женщин на курсах было крайне невелико.
Анна Петровна Остроумова-Лебедева (1871—1955), поступившая в Академию в 1892 году, вспоминала позже лишь о четырёх девушках-студентках: Елена Клокачёва, Елизавета Мартынова, Людмила Савич и Мария Фёдорова. Вместе с их набором на всю Академию было всего 14 студенток, включая вольнослушательниц. Девушки попадали в окружение признанных мэтров искусства и сильно робели. Мужчины же считали своим долгом поддержать и подбодрить первых российских профессиональных художниц. В 1899 году занималась в Мюнхене в мастерской Ф. Ленбаха и школе А. Ашбе.
За картину «За кулисами» («За кулисами цирка») в 1901 году Клокачёва получила звание художника и право на преподавание рисования в учебных заведениях.
В начале XX века она побывала в Тунисе, Сицилии и Русском Туркестане, откуда черпала вдохновение для многих своих востоковедческих работ.

## Творчество
Среди самых известных работ Клокачёвой — «Портрет Распутина», 1914 г.
Художница работает в стиле реализма, особо ей удаются портреты. Портрет Распутина является одним из немногих прижизненных портретов — чем и ценен, поскольку образ Распутина более известен по многочисленным фотографиям. Она писала также пейзажи и жанровую живопись.
- Распутин в 1914 году Автор Е. Н. КлокачёваПортрет Распутина, подписанный и датированный 1914 годом, цветные карандаши и пастель на сером картоне, 81.5 x 56 см
- Сцена из боярской жизни(другое название «Материнское счастье»), работа подписана, холст, масло, 107 х 76 см
- За кулисами, или За кулисами цирка, 1901, масло, Нива, 22, 1902, стр. 429
- Икар, или Смерть Икара, 1901, масло, Нива[7], 6, 1902, стр. 104
- Карусель, 1904, масло
- Г-жи Л. К[8], 1904
- Портрет гр. Красинской[9], 1905, (цв. кар.)
- Девочка, 1905
- Портрет писательницы О. Г. Базанкур, 1906, (цв. кар.), Нива, 46, 1908, стр. 798
- Портрет генерала Александра Алексеевича Киреева, 1907, Новое Время, 14 февраля 1907, стр. 6
- Татарские женщины, 1908
- Портрет М. А. Лишина[10], 1908
- Портрет артистки Аксариной[11], 1909, (цв. кар.)
- Сатир и нимфа, 1909, пастель, Огонёк Архивная копия от 7 октября 2016 на Wayback Machine', 10, 1909, стр. 15

- Тяжелые дни, 1910, масло
- Портрет чешской актрисы Бэлы Горской, 1911, (цв. кар.)
- Легенда о рыцаре Ромуальде Бургундском или Рыцарь Ромуальд в очарованном лесу, 1911, масло
- Витязь или Чурила Пленкович, 1911
- Портрет арт. Миесс Мод Робертсон, 1911
- Портрет певицы М. Каринской[12], 1911
- Amore (Любовь), 1912, масло
- Портрет кардинала Рамполла, 1913, Новое Время, 14 декабря 1913, стр. 8
- Горе, 1913, масло
- На базаре Самарканд, 1914
- На крышах Самарканд, 1914, масло
- Переулок в Самарканде, 1915
- Портрет Графа Ж. де-Лалэнг[13], 1915, Новое Время, 14 ноября 1915, стр. 11
- На улице, 1915, Огонёк Архивная копия от 7 октября 2016 на Wayback Machine, 47, 22 ноября 1915
- Базар, 1915
- Портрет английской Артистки Дуглас, Огонёк Архивная копия от 7 октября 2016 на Wayback Machine, 47, 22 ноября 1915
- Тунис, 1917
- Портрет Петра Петровича Гнедича, 1917. О публикован в журнале Нива, 6, 1917, стр. 95
- Портрет Сергея Владиславича Завадского, 1917
- Восточная Сказка 1918
- Бача Мамед, Нива, 18, 1918, стр. 276
- Мечты
- Сплетни
- Царевич лебедь
- Портреты Христофора Греческого, Лев Кассо и генерала Ивана Думбадзе
- Ряд её работ воспроизведены на открытках начала XX века: «Витязь» (издание Ришар); «Lamour» — Любовь (издания Ришар и советское изд. Гос. Трест «Графическое Дело» под названием «Во власти мечты» без упоминания фамилии художницы); «На крышах» (издание Ришар); «Мечты» (издание Ришар); «Икар» (издания Ришар и TSN); «Сатир и Нимфа» — (два разных вида, оба издания Ришар); «Материнское счастье» (издание TSN).

## Галерея
- На крышах Самарканд, 1914, масло